# Paectes burserae
Paectes burserae är en fjärilsart som beskrevs av Dyar 1901. Paectes burserae ingår i släktet Paectes och familjen nattflyn. Inga underarter finns listade i Catalogue of Life.

## Bildgalleri

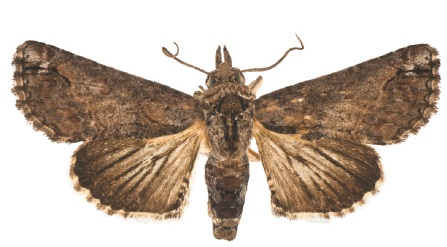